# Mangiliella varicosa
Mangiliella varicosa é uma espécie de gastrópode do gênero Mangiliella, pertencente a família Conidae.